# Rathaus (Wasungen)

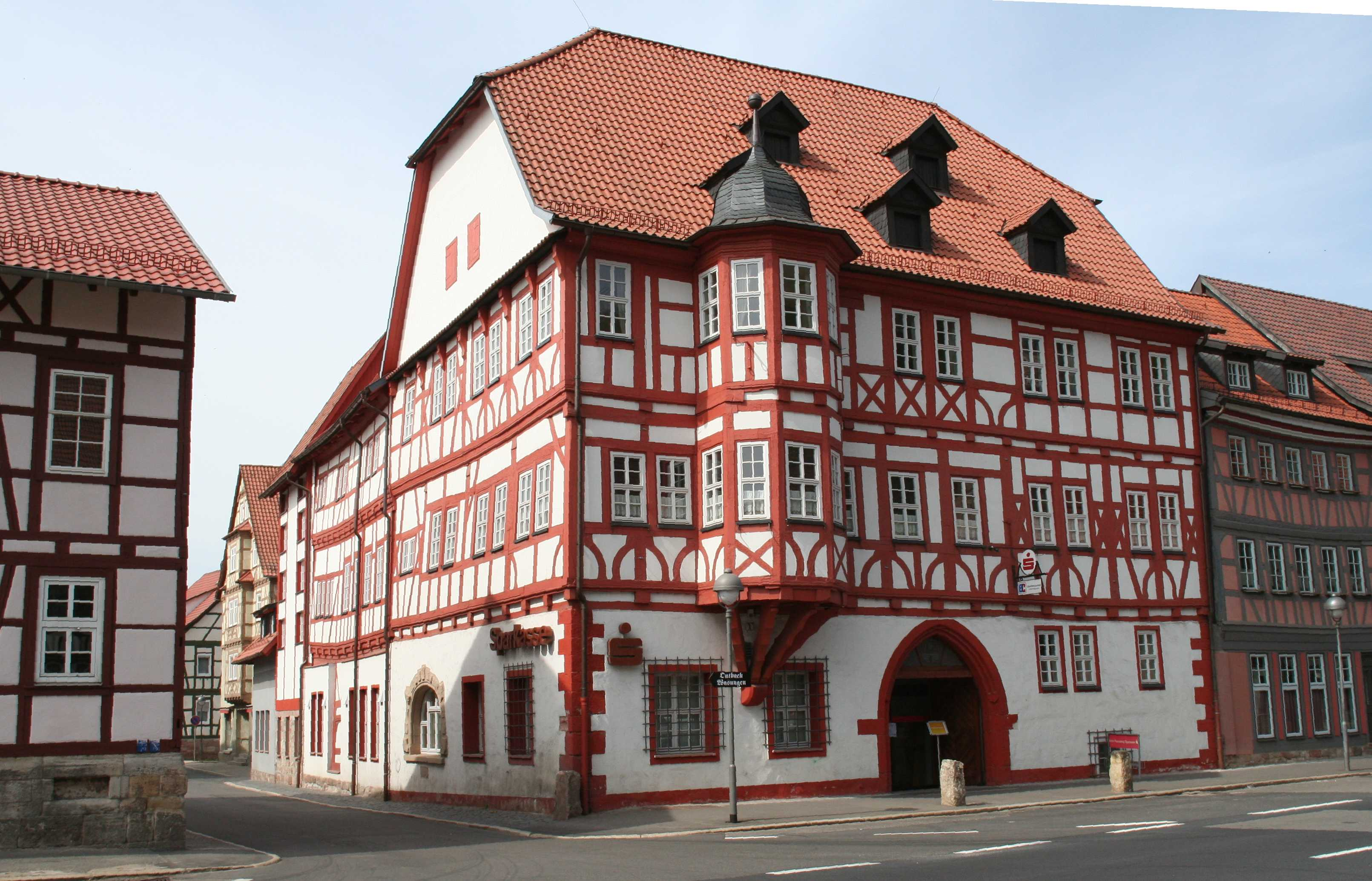
Rathaus Wasungen

Das Rathaus Wasungen steht am Marktplatz von Wasungen, einer Stadt im Landkreis Schmalkalden-Meiningen  von Thüringen.

## Beschreibung
Das zum Marktplatz traufständige Eckhaus, ein repräsentatives Fachwerkhaus der Region, wurde von 1532 bis 1534 auf den Grundmauern eines Vorgängerbaus errichtet. Das massive Erdgeschoss ist verputzt. Den beiden Obergeschossen aus Fachwerk ist auf der Traufseite asymmetrisch ein Erker vorgestellt. Im 17. und 19. Jahrhundert wurden Anbauten hinzugefügt. Der historische Saal der Ratsherren hat eine Täfelung aus dem 16. Jahrhundert. Im dreiseitig umbauten Hof befinden sich Oberlauben.